# さわやかラジオ きょうも一日きし、快晴!
さわやかラジオ きょうも一日きし、快晴（さわやからじお　きょうもいちにちきし、かいせい）とは2002年4月1日から2011年4月1日まで月曜 - 金曜7:00 - 11:00に西日本放送ラジオ（RNCラジオ）で放送されていたラジオ番組である。

## パーソナリティ
- 岸たけし（RNCアナウンサー）
- 赤松美樹（月曜・火曜アシスタント）
- 高見千鶴（水曜アシスタント）
- 杉ノ内由紀（木曜・金曜アシスタント）

## 備考
- 番組名の「きし、快晴」担当パーソナリティ岸たけしの名称を4文字熟語「起死回生」と組みあわせており、RNCラジオの朝ワイド番組では伝統的な（サブ）タイトルのつけ方を踏襲している。
- テーマ曲は東京スカパラダイスオーケストラ「You Are A Miracle“ナイスなオマエ”」。

## タイムテーブル
()内企業名等は、コーナースポンサー。
- 07:00 ニュースメモ･お出かけ情報
- 07:05 ニュース
- 07:10 やじうまニュースネットワーク※2010年6月28日～
- 07:25 歌のない歌謡曲
- 07:40 天気予報
- 07:42 交通情報
- 07:45 ニュース！朝刊チェック！！
- 07:52 今週のアーティスト
- 07:57 今日のレースガイド
- 08:00 四国新聞ニュース
- 08:05 スポーツ情報局
- 08:10 アリナミンV「今日も一日Vっといこう」

朝からがんばっている人に、レポーターが取材をして、アリナミンVをプレゼントする。
- 08:12 交通情報
- 08:15 SUZUKIハッピーモーニング 鈴木杏樹のいってらっしゃい
- 08:20 武田鉄矢・今朝の三枚おろし
- 08:30

(月)内藤証券の中国株式講座
(火)GO!GO!アウトドア
(木)まんのう公園インフォメーション!
- 08:40 安全運転のあなたへ

交通取締情報、安全運転情報
- 08:45 交通情報
- 08:50 情報モア!
- 08:55 天気予報
- 09:00 おはようホットライン
- 09:05 四国新聞ニュース
- 09:10 交通情報
- 09:15

(月)高松三越ワンダフルマンデー
(水)JX童話の花束
(金)とれたて新鮮!JA香川県です
- 09:30 TOYOTA DRIVING TALK→ミュージックブレイク
- 09:35 今日のスパイス
- 09:40 おはようセーフティロード
- 09:45 天気予報
- 09:55 四国新聞ニュース
- 10:00 ふるさとプレゼント

各地の名産品等の生産者に直接生電話をかけ、その商品の特徴やこだわりなどを聞く。商品はプレゼントされる。発送にはスポンサーのペリカン便が使われる。
- 10:05 日本の旅
- 10:10 テレマートラジオショッピング
- 10:15 純喫茶・谷村新司
- 10:25 ちょっとヒントでDIY!

ホームセンター店員が、時節や担当のDIY情報を生電話で提供する番組。
- 10:30 交通情報
- 10:32 ザ･主婦のお料理ポン!

聴取者から寄せられた簡単レシピの紹介。
- 10:35 ちびっこ バンザイ!
- 10:40 ちょこっとクイズ

聴取者が応募できるクイズコーナー。岸のダジャレでだいたい正解がわかる。
- 10:45 奥様情報 ちょっといい話ですよ

主に経済情報や投資情報。
- 10:50 四国新聞ニュース
- 10:55 エンディング

| 西日本放送ラジオ（RNCラジオ） 月 - 金曜7:00 - 11:00 | 西日本放送ラジオ（RNCラジオ） 月 - 金曜7:00 - 11:00 | 西日本放送ラジオ（RNCラジオ） 月 - 金曜7:00 - 11:00 |
| 前番組                                              | 番組名                                              | 次番組                                              |
| --------------------------------------------------- | --------------------------------------------------- | --------------------------------------------------- |
| さわやかラジオ かめばかむほど                       | さわやかラジオ きょうも一日きし、快晴!              | さわやかラジオ 気分上々                             |